# Difosfat de tiamina
El difosfat de tiamina, en anglès: Thiamine pyrophosphate (TPP or ThPP), o thiamine diphosphate (ThDP), o cocarboxylase és un derivat químic de la tiamina (vitamina B1) el qual és produït per l'enzim tiamina difosfoquinasa. El difosfat de tiamina és un cofactor que està present en tots els sistemes vius, en els quals catalitza diverses reaccions bioquímiques. Va ser descobert primer com un nutrient essencial (vitamina) en humans perquè enllaça amb el sistema nerviós perifèric. Si hi ha una mancança d'aquesta vitamina pot desenvolupar-se la malatia del Beri-Beri.
TPP funciona com un coenzim en moltes reaccions enzimàtiques, com:
- Complex Piruvat deshidrogenasa[4]
- Piruvat descarboxilasa en la fermentació etílica
- Complex Alfa-cetoglutarat deshidrogenasa

## Química

La "ylid form" de TPP.

Químicament el TPP consta d'un anell de pirimidina connectat a un anell de tiazol, al qual al seu torn està connectat a un grup funcional de pirofosfat (difosfat).
L'anell de tiazol és la "part reactiva" de la molècula.

Mecanisme TPP